# Lagon
 Lagon è un comune del Ciad situato nel dipartimento di Lac Léré, provincia di Mayo-Kebbi Ovest.